# Салліван (Індіана)
Салліван (англ. Sullivan) — місто (англ. city) в США, в окрузі Салліван штату Індіана. Населення — 4264 особи (2020).

## Географія
Салліван розташований за координатами 39°5′50″ пн. ш. 87°24′26″ зх. д. / 39.09722° пн. ш. 87.40722° зх. д. (39.097288, -87.407322).  За даними Бюро перепису населення США в 2010 році місто мало площу 4,86 км², уся площа — суходіл.

## Демографія
Згідно з переписом 2010 року, у місті мешкало 4249 осіб у 1835 домогосподарствах у складі 1073 родин. Густота населення становила 875 осіб/км².  Було 2110 помешкань (434/км²).
Расовий склад населення:
| - 97,7 % — білих - 0,4 % — корінних американців - 0,2 % — азіатів - 0,1 % — чорних або афроамериканців |

До двох чи більше рас належало 1,2 %. Частка іспаномовних становила 1,4 % від усіх жителів.
За віковим діапазоном населення розподілялося таким чином: 23,8 % — особи молодші 18 років, 57,7 % — особи у віці 18—64 років, 18,5 % — особи у віці 65 років та старші. Медіана віку мешканця становила 39,8 року. На 100 осіб жіночої статі у місті припадало 86,3 чоловіків;  на 100 жінок у віці від 18 років та старших — 79,5 чоловіків також старших 18 років.
Середній дохід на одне домашнє господарство  становив 35 742 долари США (медіана — 27 083), а середній дохід на одну сім'ю — 41 845 доларів (медіана — 33 531). Медіана доходів становила 33 932 долари для чоловіків та 19 837 доларів для жінок. За межею бідності перебувало 30,6 % осіб, у тому числі 45,8 % дітей у віці до 18 років та 2,3 % осіб у віці 65 років та старших.
Цивільне працевлаштоване населення становило 1667 осіб. Основні галузі зайнятості: роздрібна торгівля — 17,6 %, мистецтво, розваги та відпочинок — 17,3 %, освіта, охорона здоров'я та соціальна допомога — 12,4 %, виробництво — 12,2 %.